# Долге Ніве (Ленарт)
Долге Ніве (словен. Dolge Njive) — поселення в общині Ленарт, Подравський регіон‎, Словенія.